# Lichtenberg-Professur
Lichtenberg-Professur und Lichtenberg-Stiftungsprofessur sind Förderprogramme von VolkswagenStiftung und Stifterverband für die Deutsche Wissenschaft mit dem Ziel, herausragenden Wissenschaftlern die Möglichkeit zu schaffen, eine Professur an einer deutschen Universität zu erlangen. Die Professuren wurden nach dem Mathematiker und ersten deutschen Professor für Experimentalphysik Georg Christoph Lichtenberg benannt.

## Lichtenberg-Professur
Das Förderprogramm Lichtenberg-Professur wurde 2002 eingerichtet und 2017 durch die Lichtenberg-Stiftungsprofessur abgelöst. Einzelne Professuren wurden bis 2021 noch vergeben. Laufende Professuren werden weiter unterstützt und verlängert. Das Programm unterstützte international herausragende Nachwuchswissenschaftler bei der Etablierung von unkonventionellen und interdisziplinären Forschungsschwerpunkten im Rahmen von voll ausgestatteten Tenure-Track Professuren an deutschen Universitäten für einen Zeitraum von fünf bis acht Jahren.

## Lichtenberg-Stiftungsprofessur
Die Lichtenberg-Stiftungsprofessur wurde als Nachfolgeprogramm 2017 gemeinsam mit dem Stifterverband für die Deutsche Wissenschaft gestartet. Deutsche Universitäten sollen dabei unterstützt werden, herausragende Wissenschaftler und Wissenschaftlerinnen „aus innovativen, zukunftsträchtigen und risikoreichen Forschungsfeldern“ zu gewinnen. Dabei fördern VolkswagenStiftung und Stifterverband für die Deutsche Wissenschaft die jeweilige Stiftungsprofessur mit jeweils einer Million Euro, mindestens weitere drei Millionen muss die Universität aus anderen Quellen zusätzlich einwerben.

## Lichtenberg-Professoren
Folgende Personen erhielten seit 2005 eine Lichtenberg-Professur:
2005
- Christine Klein, Medizin
- Dag-Nikolaus Hasse, Philosophie
- Marcus Müller, Physik
- Matthias Endres, Biochemie / Biophysik
- Susann Schweiger, Medizin
- Wolfgang Kießling, Geowissenschaften

2006
- Alexander Böker, Chemie
- Arno Rauschenbeutel, Physik
- Florian Jeßberger, Rechtswissenschaften
- Henrik Mouritsen, Biologie
- Jan Plefka, Physik
- Jörg Steffen Hartig, Chemie
- Laura Baudis, Physik
- Max Löhning, Biologie

2007
- Guido Dehnhardt, Biologie
- Georg Pohnert, Chemie
- Herman Boos, Mathematik
- Jascha Repp, Physik
- Peter Güntert, Physik

2008
- Ariane Frey, Physik
- Björn Scheffler, Medizin
- Iryna Gurevych, Informatik
- Trese Leinders-Zufall, Biologie

2009
- Andrij Pich, Chemie
- Marc Spehr, Neurowissenschaften
- Valentin Blomer, Mathematik

2010
- Arthur Godfried Peeters, Physik
- Fleur Kemmers, Alte und außereuropäische Sprachen und Kulturen
- Marlene Bartos, Medizin
- Urs Markus Nater, Psychologie

 2011
- Harald F. Langer, Medizin
- Henrik Oster, Biochemie / Biophysik

2012
- Daniela Hußer-Bollmann, Medizin
- Martin Grininger, Biochemie / Biophysik
- Hans Christian Reinhardt, Medizin
- Moritz Renner, Rechtswissenschaften

2013
- Florian Mormann, Neurowissenschaften
- Hansjörg Schwertz, Medizin
- Martin Greschner, Neurowissenschaften
- Matthias Schott, Physik
- Stephan Gekle, Physik

2014
- Birgit Hellwig, Sprachwissenschaften
- Markus Retsch, Chemie
- Michal-Ruth Schweiger, Biomedizin
- Stefan Schrader, Medizin
- Tobias Schlicht, Philosophie

2015
- Markus Gühr, Physik
- Stephanie Marchal, Kunstwissenschaften
- Jens Marquardt, Medizin

2016
- Esther Florin, Neurowissenschaften
- Christian Kühn, Mathematik
- Johannes Schöning, Informatik

2017
- Benedikt Kaufer, Veterinärmedizin
- Sascha Schäfer, Physik

2018
- Tobias Dyckerhoff, Mathematik
- Stephan Gekle, Physik
- Joachim Haug, Biologie
- Swen Hutter, Soziologie
- Ahmed N. Hegazy, Medizin
- Dennis Lehmkuhl, Philosophie
- Florian Mormann, Neurowissenschaften
- Sarah Weigelt, Psychologie

2019
- Frederike Hanke, Biologie
- Ilia Solov'yov, Physik
- Lynn Rother, Kunstwissenschaften
- Michal-Ruth Schweiger, Medizin
- Thorsten O. Zander, Informatik

2020
- Jessica Agarwal, Physik
- Kai Sina, Literaturwissenschaften

2021
- Ruth Ditlmann, Psychologie